# Categorias de Estádios da UEFA

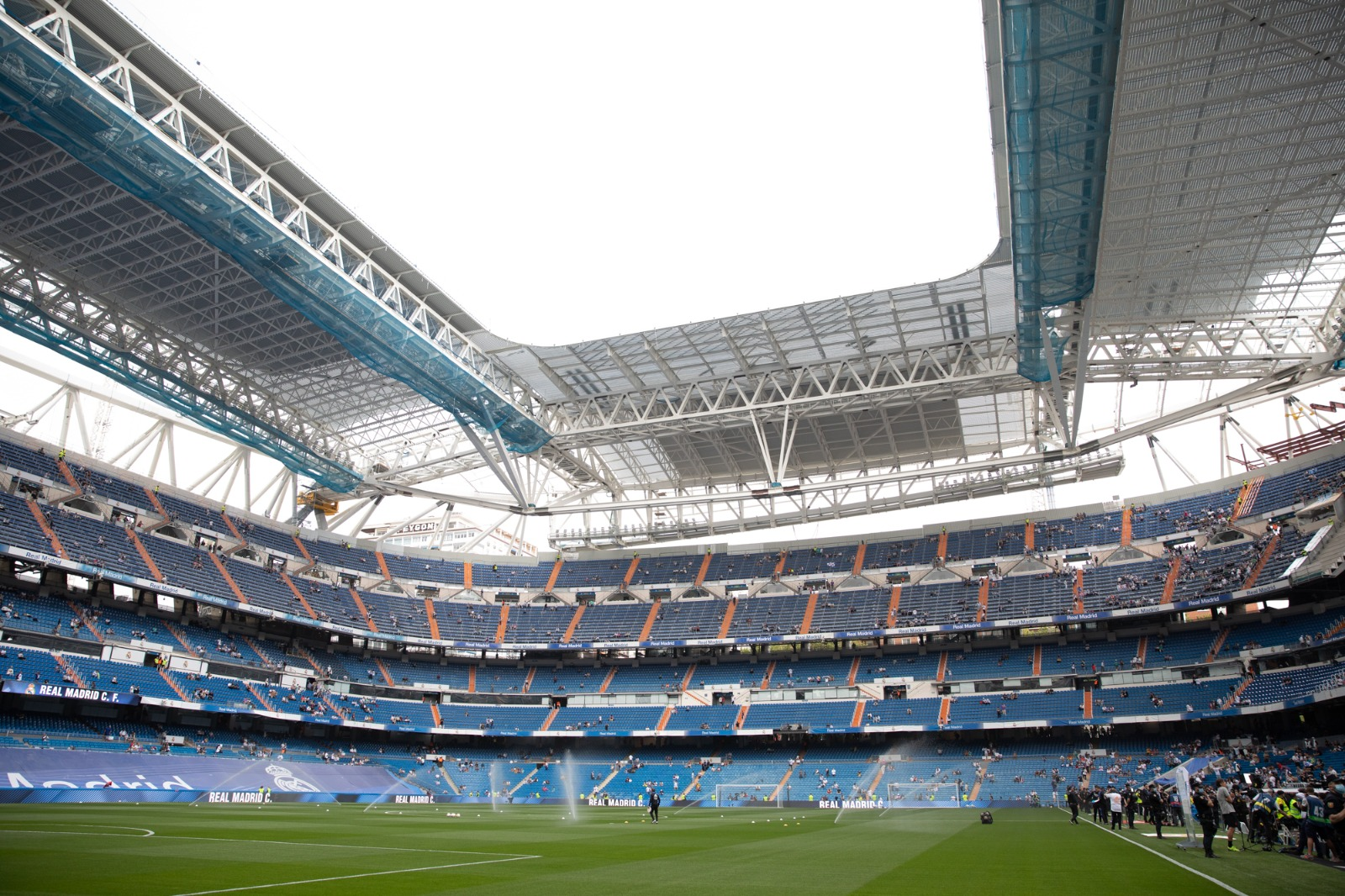
Estádio Bernabéu após reformas que o transformaram no mais moderno estádio multiusos do mundo com cobertura retrátil.

As categorias de estádios da UEFA foi a forma encontrada de classificar os estádios de futebol do continente europeu de acordo com as regras da UEFA estabelecidas no Regulamento de infraestrutura dos estádios da UEFA (UEFA Stadium Infrastructure Regulations em inglês).
São classificados em quatro categorias, ordenado dos mais modestos aos mais completos:
- Categoria 1
- Categoria 2
- Categoria 3
- Categoria 4

Para receber uma final da Liga dos Campeões, da Liga Europa e da Liga Conferência por exemplo, o estádio deverá pertencer à Categoria 4.
| Critérios                                                    | Categoria 1                                      | Categoria 2                                      | Categoria 3 | Categoria 4 |
| ------------------------------------------------------------ | ------------------------------------------------ | ------------------------------------------------ | --- | --- |
| Campo de jogo                                                | 100 a 105 m de comprimento, 64 a 68 m de largura | 100 a 105 m de comprimento, 64 a 68 m de largura | 105 m de comprimento, 68 m de largura                                                                                              | 105 m de comprimento, 68 m de largura                                                                                              |
| Tamanho mínimo do balneário do árbitro                       | n / D                                            | n / D                                            | 20 m2 | 20 m2 |
| Iluminação mínima                                            | >350 lux, mínimo para atender a emissora         | 800 lux, para câmeras fixas                      | 1.400 lux, para câmeras fixas | 1.400 lux, para todas as direções                                                                                                  |
| É permitido aos espectadores ficar em pé                     | sim                                              | não                                              | não | não |
| Capacidade mínima de assentos                                | 200                                              | 1.500                                            | 4.500 | 8.000 |
| Torniquetes e sistema de controle de bilhetes eletrônicos    |                                                  |                                                  | Entradas devem estar equipadas com torniquetes e um sistema eletrônico de controlo de bilhetes. 1 torniquete por cada 660 lugares. | Entradas devem estar equipadas com torniquetes e um sistema eletrônico de controlo de bilhetes. 1 torniquete por cada 660 lugares. |
| Estacionamento VIP                                           | 20                                               | 50                                               | 100 | 150 |
| Total mínimo de assentos VIP                                 | 50                                               | 100                                              | 250 | 500 |
| Assentos VIP para o time visitante                           | 10                                               | 20                                               | 50 | 100 |
| Área de hospitalidade VIP                                    | n / D                                            | n / D                                            | n / D | 400 m2 |
| Área mínima de trabalho da mídia                             | 50 m2                                            | 100 m2 para 50 pessoas                           | 100 m2 para 50 pessoas | 200 m2 para 75 pessoas |
| Número mínimo de fotógrafos                                  | n / D                                            | n / D                                            | 15 | 25 |
| Espaço mínimo para a plataforma da câmera principal          | 4 m2 para pelo menos 1 câmera                    | 6 m2 para 2 câmeras                              | 6 m2 para 2 câmeras | 10 m2 para 4 câmeras |
| Número mínimo de assentos na tribuna de imprensa             | 20, 5 com mesas                                  | 20, 10 com mesas                                 | 50, 25 com mesas | 100, 50 com mesas |
| Número mínimo de posições de comentádores                    | 2                                                | 3                                                | 5 | 25 |
| Número mínimo de estúdios de TV                              | 1 sala que pode ser convertido                   | 1                                                | 2 | 2, pelo menos 1 com vista para o campo                                                                                             |
| Posições mínimas para entrevistas pós-jogo                   | n / D                                            | n / D                                            | n / D | 4 |
| Área mínima da carrinha de transmissão externa               | 100 m2                                           | 200 m2                                           | 200 m2 | 1.000 m2 |
| Número mínimo de assentos na sala de conferência de imprensa | pelo menos 1                                     | 30                                               | 50 | 75 |

## História

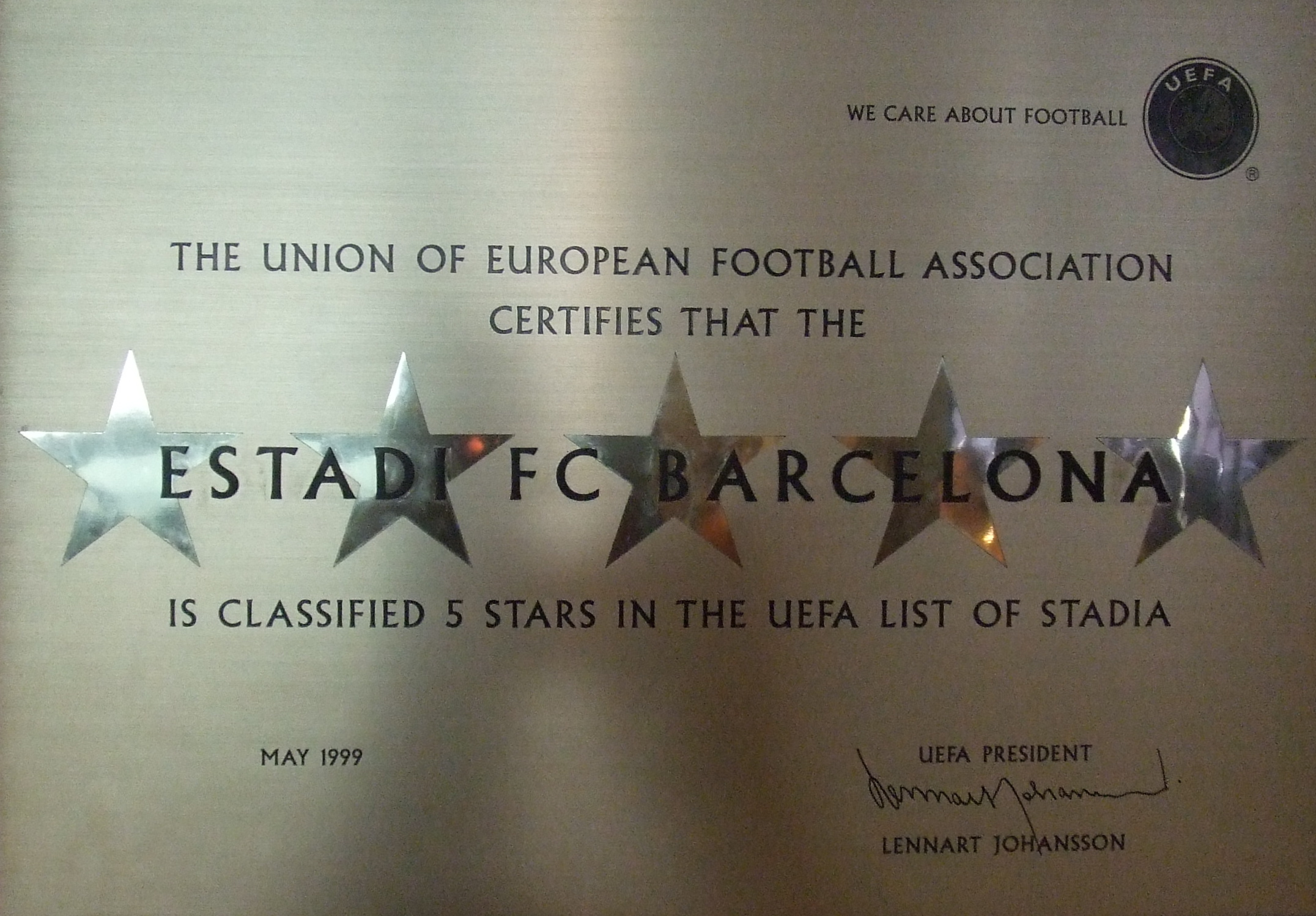
Estádio 5 estrelas Camp Nou.

A primeira classificação criada especificava as características que os estádios deveriam possuir. Era atribuído aos estádios da categoria máxima 5 ou 4 estrelas conforme sua capacidade de público.
Em 2006 uma nova classificação definiu quatro categorias de estádios em função de suas características:
- Categoria 1
- Categoria 2
- Categoria 3
- Categoria Elite

Caso haja teto retrátil, seu uso será definido por meio de consulta entre o delegado da UEFA e o principal árbitro designado.
Embora a capacidade mínima do estádio para a categoria quatro seja de 8 000, apenas um estádio com capacidade inferior a 60 000 foi selecionado para sediar a final da Liga dos Campeões e do Campeonato Europeu, e 30 000 para a final da Liga Europa e da Liga das Nações da UEFA, desde que esses regulamentos foram introduzidos em 2006.
Em sua reunião de 24 de março de 2010, o comitê executivo da UEFA, presidido por Michel Platini, aprovou um novo regulamento, o atual, com aplicação a partir de 1º de maio de 2010.